# Juan I de Alençon

Armas de Juan de Alençon (modelo antiguo).

Juan I de Valois, llamado el Prudente, nació en 1385 y murió en Agincourt en 1415; conde-duque de Alençon y de Perche, era hijo de Pedro II de Alençon y de María Chamaillard.

## Su vida
Sucedió a su padre muy joven y vivió en un período de confusión, debatiéndose entre las facciones que se disputaban el entorno cortesano de Carlos VI de Francia, en medio del caos desatado por la guerra de los Cien Años. Apoyó a Luis de Orleans y asoló las tierras feudales de los borgoñones en Vermandois.
Más tarde participó en las tomas de Saint-Denis y Saint-Cloud. Carlos VI, tras poner asedio a los duques de Berry y de Borbón en Bourges, envió a Luis de Anjou contra Juan de Alençon, quien, derrotado, se vio obligado a presentar su sumisión al rey, acompañándole en los asedios llevados a cabo contra las villas de Compiègne, Novon, Soissons, Bapaume y Arras. En recompensa, el rey le armó caballero, noble de Bapaume y, en 1414, duque de Alençon.

## Agincourt
Enrique V de Inglaterra invadió Francia en 1415. El encuentro entre los dos ejércitos tuvo lugar en la batalla de Agincourt. 
Dada la incapacidad del rey Carlos para comandar las fuerzas francesas y la negativa del delfín Luis a hacerse cargo del puesto, Alençon fue nombrado por los consejeros del rey (junto a Juan Sin Miedo y a Carlos de Orleans) para formar parte de un triunvirato de duques que debía ocuparse de supervisar a los estrategas civiles.
Juan de Alençon demostró en Agincourt la misma temeridad que su antepasado en Crecy, y murió pasado a cuchillo por un arquero al intentar rendirse ante el propio Enrique V después de haber combatido bravamente contra él.

## Descendencia
Se casó en 1396 con María de Bretaña (1391-1446), hija de Juan V de Bretaña y de Juana de Navarra. Tuvieron cinco hijos: 
- Pedro de Alençon (1407-1408), conde de Perche;
- Juan II de Alençon (1409-1476), duque de Alençon y conde de Perche;
- María de Alençon (1410-1412);
- Juana de Alençon 1412-1420); y
- Carlota de Alençon (1413-1435).

Tuvo, asimismo, dos hijos ilegítimos: Pedro (m. 1424), bastardo de Alençon y señor de Gallandon; y Margarita, bastarda de Alençon, casada con Juan de Saint-Aubin, señor de Preaux.
Como era costumbre en esa época, ambos hijos fueron reconocidos poco después de nacer.